# Zygothrica latipaps
Zygothrica latipaps är en tvåvingeart som beskrevs av David Grimaldi 1987. Zygothrica latipaps ingår i släktet Zygothrica och familjen daggflugor. Inga underarter finns listade i Catalogue of Life.